# 聖家族と洗礼者聖ヨハネ (ベッカフーミ、アルテ・ピナコテーク)
『聖家族と洗礼者聖ヨハネ』（せいかぞくとせんれいしゃせいヨハネ、伊: Sacra Famiglia con san Giovannino e l'agnellino）は、イタリアのマニエリスム期の画家、ドメニコ・ベッカフーミが1521-1522年ごろに制作したカンヴァス上の油彩画である。1816年に、皇太子だったルートヴィヒ1世 (バイエルン王) のためにシエナのマルシーリ家から975スクードで取得され、1850年にミュンヘンのアルテ・ピナコテーク入った。
バッケスキは、『サン・マルティーノのキリストの降誕』と比較して、ベッカフーミがマルシーリ家のために働いていた時期に作品が制作された判断とした。ダーミは同意したが、アドルフォ・ヴェントゥーリは、おそらく本作を撮影した写真の質がよくなかったために混乱し、本作をバッキアッカに帰属させた。ベッカフーミへの帰属は現在、広く受け入れられている。その円形画の形式とバランスの取れた構図は、15世紀後半から16世紀初頭のフィレンツェ派、特にラファエロの影響を示している。